# Gösta Danielsson
Gösta Danielsson (Helenelund, 24 giugno 1912 – Knivsta, 17 ottobre 1978) è stato uno scacchista svedese.
Rappresentò la Svezia in quattro Olimpiadi degli scacchi (nel 1935, 1937, 1939, 1952, le prime tre come quarta scacchiera e l'ultima come seconda riserva), vincendo una medaglia d'oro individuale nel 1937 e due medaglie d'argento, con la squadra e individualmente, alle Olimpiadi del 1935. Vinse anche la medaglia d'argento individuale, come quarta scacchiera, alle Olimpiadi non ufficiali del 1936.
Nel 1935, partecipò all'incontro tra Svezia e Germania tenutosi a Sopot con il sistema Scheveningen.
Vinse il primo campionato europeo di scacchi, tenutosi a  Monaco di Baviera nel 1942, e fu campione di Svezia nel 1955.